# WTA Elite Trophy 2017
Il WTA Elite Trophy 2017 è stato un torneo di tennis femminile facente parte del WTA Tour 2017. È stata la terza edizione del torneo che si è giocato all'Hengqin International Tennis Center di Zhuhai, in Cina, sui campi in cemento al coperto, dal 31 ottobre al 6 novembre 2017.

## Format del torneo
Il torneo singolare è composto da dodici giocatrici, di cui una wild card, divise in quattro gruppi con la formula del round robin. Vi partecipano le giocatrici che si sono classificate dalla nona alla diciannovesima posizione del ranking. Le vincitrici di ogni gruppo avanzano alle semifinale, le cui vincitrici avanzano alla finale. Per il torneo di doppio le sei coppie vengono divise in due gruppi e le vincitrici di ogni gruppo si affrontano nella finale.

## Punti e montepremi
Il montepremi del WTA Elite Trophy 2017 ammonta a 2 280 935$.
| Fase                      | Singolare      | Singolare | Doppio        | Doppio |
| Fase                      | Montepremi     | Punti     | Montepremi    | Punti  |
| ------------------------- | -------------- | --------- | ------------- | ------ |
| Campionessa/e             | RR1 + 450 000$ | RR + 460  | RR1 + 20 000$ | N.D.   |
| Finale                    | RR + 150 000$  | RR + 200  | RR1 + 10 000$ | N.D.   |
| Semifinale                | RR + 15 000$   | RR        | N.D.          | N.D.   |
| Round Robin per vittoria  | 92 500$        | 1202      | 5000$         | N.D.   |
| Round Robin per sconfitta | 20 000$        | 402       | N.D.          | N.D.   |
| Partecipazione            | N.D.           | N.D.      | 15 000$       | N.D.   |
| Alternate                 | 10 000$        | N.D.      | N.D.          | N.D.   |

*1 Vittorie e punti guadagnati nel round robin.

*2 Le wildcard guadagnano 80 punti per ogni vittoria e 0 punti per ogni sconfitta nel round robin.

## Qualificate

### Singolare
| Teste di serie | Giocatrice               | Punti | Tornei |
| -------------- | ------------------------ | ----- | ------ |
| 1              | Kristina Mladenovic      | 2.885 | 22     |
| 2              | Coco Vandeweghe          | 2.819 | 16     |
| 3              | Sloane Stephens          | 2.722 | 7      |
| 4              | Anastasija Pavljučenkova | 2.425 | 24     |
| 5              | Anastasija Sevastova     | 2.295 | 23     |
| 6              | Elena Vesnina            | 2.195 | 23     |
| 7              | Julia Görges             | 2.060 | 22     |
| 8              | Angelique Kerber         | 2.042 | 20     |
| 9              | Ashleigh Barty           | 2.031 | 17     |
| 10             | Magdaléna Rybáriková     | 1.999 | 18     |
| 11             | Barbora Strýcová         | 1.965 | 24     |
| 12             | Peng Shuai [WC]          | 1.745 | 25     |

### Doppio
| Teste di serie | Giocatrici                   | Ranking |
| -------------- | ---------------------------- | ------- |
| 1              | Raluca Olaru / Ol'ga Savčuk  | 69      |
| 2              | Alicja Rosolska / Anna Smith | 77      |
| 3              | Lu Jingjing / Zhang Shuai    | 182     |
| 4              | Duan Yingying / Han Xinyun   | 275     |
| 5              | Jiang Xinyu / Tang Qianhui   | [WC]    |
| 6              | Liang Chen / Yang Zhaoxuan   | [WC]    |

## Campionesse

### Singolare
Julia Görges ha sconfitto in finale  Coco Vandeweghe con il punteggio di 7–5, 6–1.
- È il quarto titolo in carriera per la Görges, il secondo della stagione.

### Doppio
Duan Yingying /  Han Xinyun hanno sconfitto in finale  Lu Jingjing /  Zhang Shuai con il punteggio di 6–2, 6–1.